# Sure Fire
Sure Fire (Brasil: Fogo Certeiro / Portugal: A Sangue e Fogo) é um filme de faroeste norte-americano de 1921 dirigido por John Ford e com Hoot Gibson. O filme é considerado perdido.

## Elenco
- Hoot Gibson como Jeff Bransford
- Molly Malone como Marian Hoffman
- B. Reeves Eason, Jr. como Sonny (creditado como Breezy Eason Jr.)
- Harry Carter como Rufus Coulter
- Fritzi Brunette como Elinor Parker
- Murdock MacQuarrie como Major Parker
- George Fisher como Burt Rawlings
- Charles Newton como Leo Ballinger
- Jack Woods como Brazos Bart
- Jack Walters como Overland Kid
- Joe Harris como Romero
- Steve Clemente como Gomez (creditado como Steve Clements)
- Mary Philbin